# Немгбана II
Немгбана II (англ. Nemgbana II; 1720—1793) — правитель королевства Койя на территории современных Либерии и Сьерра-Леоне. Во время своего правления уделял большое значение внешней политике. Старался наладить дипломатические отношения со странами Западной Европы и Османской империей; трёх своих сыновей отправил за границу для изучения наук и религий других стран. Известен также тем, что подписал договор с британцами о создании колонии, на месте которой впоследствии был основан город Фритаун, ставший столицей Сьерра-Леоне.
Немгбана II был последним традиционным правителем темне в этом регионе. Несмотря на то, что лично выступал против рабства, так и не смог остановить работорговлю в своих владениях.

## Имя
В разных источниках есть несколько вариантов имён этого правителя. В одном из источников он упоминается как Панабуро (англ. Panaburo), однако в других его называют Немгбана, Наимбана (англ. Naimbana) или Ниамбанна (англ. Niambanna). Возможно, часть его имени «гбана» была его титулом как правителя Рогбаны, а другая часть, «нем», была префиксом в языке темне, означающим «из» или «в». В одном из отчётов европейских путешественников указывается, что когда европейцы впервые захотели записать его имя на английском языке, он ответил «имя Гбана» («меня зовут Гбана»).

## Биография
По обычаю королевства Койя, когда умирал старый обай (король), власть переходила не к его детям, а к одному из влиятельнейших феодалов. До своей коронации Немгбана был правителем города Рогбаны на реке Рокель, впадающей в устье Сьерра-Леоне. Удобное географическое положение Рогбаны позволяло контролировать торговлю во всём бассейне Сьерра-Леоне, что сделало Немгбану одним из влиятельнейших вождей в государстве. Немгбана II стал обайем Койи после смерти Наимбана I в 1775 году. Он был прогрессивным правителем, опередившим своё время. Несмотря на значительную оппозицию среди вождей и старейшин, Немгбана II выступал за сближение с европейскими странами и вестернизацию своего государства. С целью изучения образа жизни других стран он отправил своих сыновей за границу. Во время переговоров с французами он отправил одного из своих сыновей — Педро — учиться во Францию и Португалию. Потом он отправил своего старшего сына, Джона Фредерика Немгбану, получать образование в Великобританию, где тот попал под опеку Генри Торнтона. Третьего сына Варфоломея отправили на север для получения исламского образования у мандинго, а позднее в Османскую империю. Таким образом, Немгбана предвидел пользу образования, полученного его сыновьями, в отношениях с соседями, как с европейцами в колониях, так и с его мусульманами на севере. Также он нанял одного из колонистов, освобождённого раба Абрама Эллиота Гриффита, в качестве секретаря, а позднее главного советника.
Хотя лично Немгбана и выступал против работорговли, но в сложившихся обстоятельствах мало что мог сделать для борьбы с ней, так как она являлась источником дохода не только для крупных феодалов и торговцев, но и для казны всего королевства.
9 мая 1787 года к побережью Сьерра-Леоне прибыл корабль «Наутилус» с 344 бывшими чернокожими рабами, которые сражались на стороне англичан в американской Войне за независимость и получили за это свободу, и 115 белыми пассажирами. 11 июня 1787 года один из подчинённых Наимбане вождей по имени Томбо, или «король Том», как его звали британцы, заключил с ними договор, уступив колонистам землю на полуострове Сьерра-Леоне. На этом месте было построено поселение, которое первоначально называлось Гранвиль-Таун. Наимбана потребовал от британцев перезаключить с ним договор в 1788 году. Возможно, Немгбана сделал это невольно, поскольку не умел ни читать, ни писать и, возможно, не осознавал, что британцы намеревались вступить во владение на постоянной основе. Несмотря на это, вскоре начались споры по поводу аренды земли. Преемник «короля Тома», «король Джимми», разрушил поселение в 1789 году, а часть жителей была вновь обращена в рабство. Те, кому удалось бежать, объединились с отрядом работорговцев и в отместку атаковали поселения темне, обращая в рабство местных жителей.
15 января 1792 года новая флотилия отправилась к берегам Сьерра-Леоне. На кораблях на этот раз было 1190 освобождённых чернокожих. Немгбана подписал новый договор о создании британской колонии на полуострове Сьерра-Леоне. Он продал эту землю капитану Томпсону за мизерную плату в размере около тридцати фунтов. На месте, где ранее находился рынок рабов, 11 марта 1792 года был основан город Фритаун, впоследствии ставший столицей Сьерра-Леоне.
Несмотря на растущее недовольство своих старейшин, он позволял британцам оставаться на полуострове в течение всего своего дальнейшего правления. В 1785 году он предоставил одному французскому офицеру землю на острове Гамбия, недалеко от современного Гастингса, однако впоследствии французы покинули остров.
Умер Немгбана, по разным данным, либо в начале февраля, либо в ноябре 1793 года.

## Память
Образ Немгбаны с годами приобрёл ореол легендарности. Его имя стало синонимом прогрессивного правителя, заботящегося о своём народе.
Его именем названа улица во Фритауне.

## Семья
Из источников известно лишь об одной жене Немгбана II, по имени Ямакопра. Известно о трёх их сыновьях — Джоне Фредерике, Педро и Варфоломее, а также об одной — дочери Кларе. Джон Фредерик умер в июне 1793 года в Фритауне, после того как на обратном пути из Англии заболел лихорадкой.